# 根出葉
根出葉（こんしゅつよう、英: radical leaf）は、植物の葉の形態の一種。根生葉（こんせいよう）、根葉（こんよう）とも言う。地上茎の基部についた葉のことで、地中の根から葉が生じているように見える。
植物の中には非常に短い茎を持つ種があり、その葉はまるで根から出ているように見える。植物の根が葉を付けることはないが、外観からこのように呼ばれる。また、地下茎が付けた葉も同様。
シダ植物や草本性の被子植物に多く見られる。
ダイコンやスミレは茎が短く、太い葉柄に葉を付けるため、代表的な根出葉をもつ植物である。カブは丸い「根」から直接葉柄を伸ばし茎がないように見えるが、丸い部分は根ではなく胚軸と呼ばれる茎の一種である。
根出葉の中でも特に、タンポポなどは地面に貼り付く様に広がり立ち上がらず、放射状に重なり合って地面に密着する。冬になっても壊死することがなく、多年草や越年草が冬越しのために取るこの形態は特にロゼット葉（座葉）と呼ばれる。